# ЖФК Јединство путеви Ужице
СЖФУ Јединство Путеви је женски фудбалски клуб из Ужица. Клуб је основан 2021. године, и ако је са радом почео 2020. године. Тренутно се такмичи у Другој женској лиги "Запад" , трећем такмичарском нивоу женског српског фудбала.

## Историја
Клуб је незванично основан почетком септембра 2020. године када му је приступило пар девојчица. Поред председника Ивана Карапетровића, најзаслужнији за оснивање клуба су спортски директор Александар Тадић, као и његова ћерка Тара Тадић; први члан клуба. Током 2020. године клуб се није такмичио у званичним такмичењима великог фудбала. ЖФК Јединство Путеви Ужице, се у почетку клуб незванично звао, учествовао је на 3 турнира у малом фудбалу, познатим Спортским играма младих. На та 3 турнира клуб је успео да освоји једну златну и две сребрне медаље. Временом број девојака се повећавао, да би се крајем августа 2021. године клуб званично формирао као Спортско женско фудбалско удружење Јединство Путеви Ужице. 
Прву званичну утакмицу Јединство је одиграло 11.9.2021. против екипе ЖФУ Шампион из Горњег Милановаца; док је прва незванична утакмица одиграна 20.3.2021. против ЖФК Пожеге из истоименог града.

## Први тим
Састав од 14.9.2021. 
| Бр. |        | Позиција | Играч                      |
| --- | ------ | -------- | -------------------------- |
| 1   | Србија | Г        | Теодора Пушица             |
| 82  | Србија | Г        | Тијана Филиповић           |
| 3   | Србија | О        | Милица Ђоловић             |
| 5   | Србија | О        | Бојана Јеликић             |
| 8   | Србија | О        | Невена Илић                |
| 18  | Србија | О        | Сара Николић               |
| 22  | Србија | О        | Ивона Шапоњић              |
| 12  | Србија | С        | Валентина Чорбић           |
| 15  | Србија | С        | Јована Кујунџић            |
| 17  | Србија | С        | Јована Мијатовић           |
| 19  | Србија | С        | Марија Поповић             |
| 30  | Србија | С        | Петра Гајић                |
| 4   | Србија | Н        | Милица Васиљевић (капитен) |
| 9   | Србија | Н        | Маида Ћосовић              |
| 16  | Србија | Н        | Исидора Прљевић            |
| 21  | Србија | Н        | Алмина Ровчанин            |
| 24  | Србија | Н        | Драгана Перић              |

### Igrači razvojne lige
Играчи са ове листе играју као позајмљени играчи за ЖГФУ "Борац" Чачак, ЖФК "Пожегу" и млађе селекције ФК "Јединства"
| Бр. |        | Позиција | Играч                |
| --- | ------ | -------- | -------------------- |
| 2   | Србија |          | Сара Тадић           |
| 5   | Србија |          | Јана Ђорђевић        |
| 8   | Србија |          | Бојана Кондић        |
| 8   | Србија |          | Ива Ивановић         |
| 9   | Србија |          | Анђела Томић         |
| 10  | Србија |          | Милица Арсенијевић   |
| 15  | Србија |          | Јована Илић          |
| 16  | Србија |          | Јулијана Шмакић      |
| 20  | Србија |          | Ива Дивљаковић       |
| 27  | Србија |          | Тара Тадић (капитен) |

## Тренери
- Стефан Љубојевић (2020)
- Александар Јовановић (Брзи) (2020 - тренутно)

## Председници
- Иван Карапетровић (2020 - тренутно)

## Успеси
| Такмичење                                                | Такмичење              | Број                   | Година                 |
| Национални турнири - 1                                   | Национални турнири - 1 | Национални турнири - 1 | Национални турнири - 1 |
| -------------------------------------------------------- | ---------------------- | ---------------------- | ---------------------- |
| Спортске игре младих (Прибој и Лазаревац) (do 15 година) | Првак                  | 1                      | 2021                   |
| Спортске игре младих (Прибој и Лазаревац) (do 15 година) | Финалиста              | 2                      | 2021                   |

## Дресови (произвођачи и спонзор)
| Период | Произвођач опреме | Главни спонзор на дресу |
| ------ | ----------------- | ----------------------- |
| 2021-  | Арду Спорт        | Хотел "Палисад"         |
| 2022-  | Пума              | Хотел "Палисад"         |